# Polyommatus sanoga
Polyommatus sanoga är en fjärilsart som beskrevs av Evans 1925. Polyommatus sanoga ingår i släktet Polyommatus och familjen juvelvingar. Inga underarter finns listade i Catalogue of Life.